# Philodromus bigibbus
Philodromus bigibbus este o specie de păianjeni din genul Philodromus, familia Philodromidae. A fost descrisă pentru prima dată de O. P.-cambridge, 1876. Conține o singură subspecie: P. b. australis.